# غاز برفی

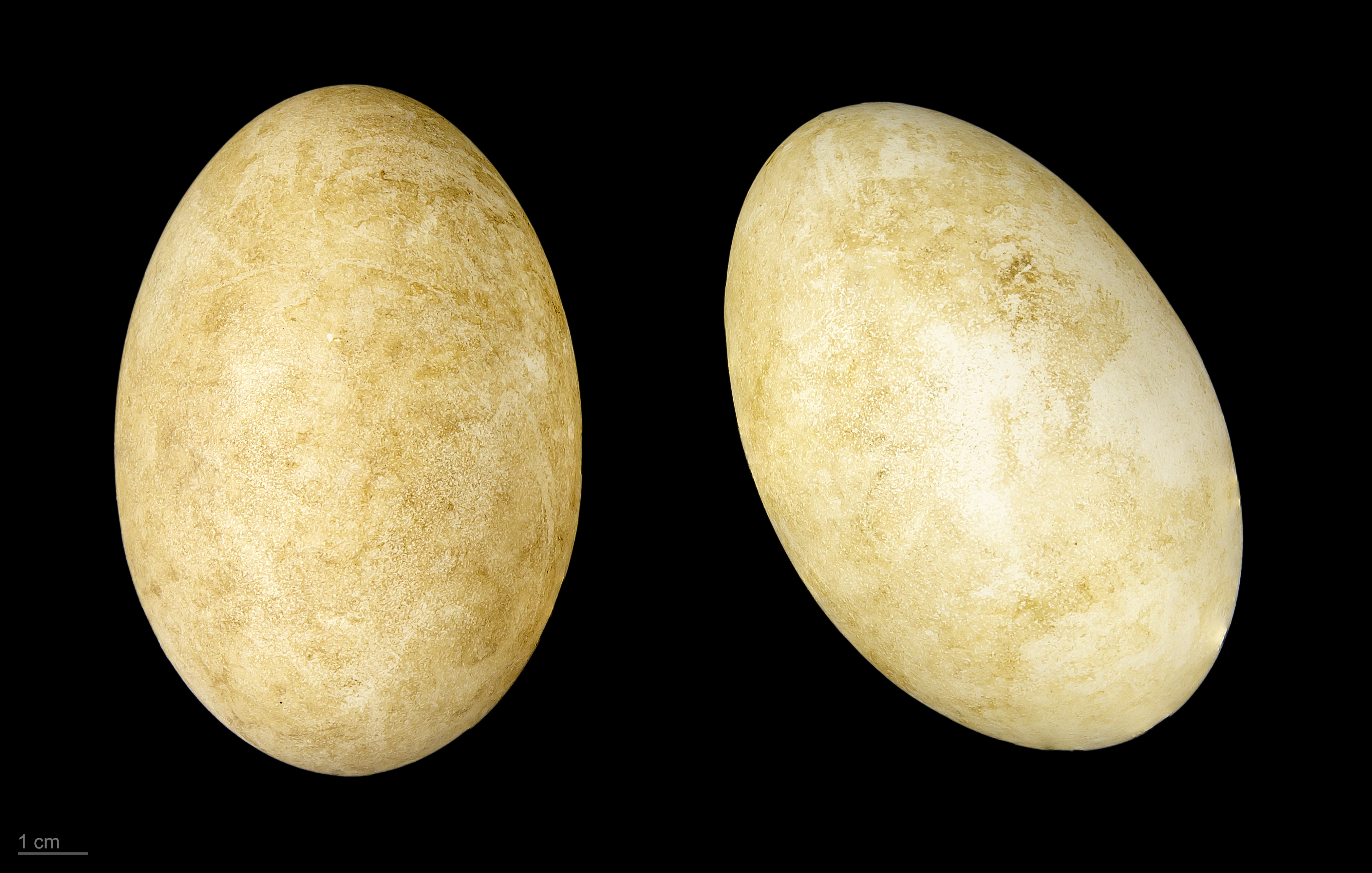
Anser caerulescens

غاز برفی (Chen caerulescens), که به نام غاز آبی نیز شناخته می‌شود یک گونه از غاز است..